# Jiří Vrožina
Jiří Vrožina (14. března 1938 Orlová – 21. května 1993 Weilheim) byl český filmový a televizní režisér dokumentárních filmů, kameraman a scenárista. Svůj profesní život spojil s ostravským studiem Československé televize.

## Život
Po SPŠ stavební v Ostravě (1956) byl nejprve ve studiu ČST Ostrava (1956-1981) kameramanem, později režisérem a scenáristou. Zaměřil se hlavně na publicistiku a dokumenty s cestopisnou a vzdělávací tematikou. S Milanem Vilímem připravili kritický publicistický televizní seriál Negordické uzly (1963). Později k části seriálu nepsal jen scénáře, ale také je natáčel a režíroval. Cyklus odhaloval hospodářské a společenské kauzy spojené s pochybením konkrétních funkcionářů KSČ či hospodářského aparátu a po sedmi dílech byl zastaven na příkaz ÚV KSČ.
Koncem 60. let natáčel a režíroval reportáže s potápěčskou, jachtařskou a leteckou tematikou, sám měl pilotní průkaz a diplom kormidelníka pro námořní plavbu.
Antropolog Jan Jelínek (1926-2004) si jej vybral jako kameramana a režiséra na vědecké výpravě za původními obyvateli Arnhemské země v severní Austrálii (1968). Výsledkem jejich spolupráce byl první dokumentární seriál v historii Československé televize natáčený na barevný materiál jménem Za lidmi doby kamenné (1969, 7 dílů) a jeho hlavními hrdiny byli domorodci. Autorem komentářů byl Jan Neuls. Další cestu sem podnikli o šest let později, kdy natočil spoustu nového materiálu, v němž zachytil komplexní pohled na smysl domorodé a lidové kultury v Austrálii i v Evropě. V Austrálii natáčel i na běžný černobílý materiál o exportních aktivitách výrobců čs. průmyslových produktů do Austrálie či reportáže o životě v Austrálii.
Po návratu z australské expedice se Jiří Vrožina a scenárista Milan Švihálek věnovali natáčení vzdělávacích a osvětových seriálů: Nebezpečný svět kalorií (1974, 30x20 min), Tisíciletá medicína (1978, 7x20 min), Soukromý vesmír, Recept pro miliony a Rodičovské otazníky (1978, 5x30 min). Některé díly se točily ve studiu Československé televize Brno poté, co jim tvorbu v Ostravě omezili. Tak vznikly mj. cykly pro mládež Dobytí kontinentů s českými a moravskými cestovateli, publicisty a vědci nebo Povolání 20. století o profesích, které zrodil až moderní věk.
Významné snímky tvořily cestopisy a reportáže, které Vrožina natáčel v Africe, Asii i v Evropě buď sám, nebo s redaktorskou a zvukařskou pomocí svého přítele a kolegy Milana Švihálka. Několik filmů Jiří Vrožina natočil v Libyi. Za zmínku stojí Voda pro Saharu o chybějící vodě na poušti a o práci čs. vrtařů na Sahaře, Zelená Sahara o snaze najít pitnou vodu pro obyvatele největší pouště světa a Geologové v Libyi o průzkumu geologických podmínek Sahary.
V 70. letech připravili společně s Milanem Švihálkem desítky filmových dokumentů o plavbě a zásadním způsobem se tak podíleli na popularizaci jachtingu v Československu. Významné jsou především jejich čtyři dokumentární filmy Sám proti moři, Jak jsme pluli za Vikingy, Sám přes Atlantik a Návrat kapitána, ve kterých zachytili příběh slavného mořeplavce Richarda Konkolského.
V červenci 1981 Vrožina emigroval a usadil se s rodinou v australském Sydney. Koncem června 1981 odjel na dovolenou do Jugoslávie s celou rodinou, manželkou Věrou a syny Jiřím a Ivem. Z utečeneckého tábora v Jugoslávii pak odletěli rovnou do Austrálie. Se synem Jiřím založili rodinnou firmu AVRO – FILM – VIDEO. Natáčeli příležitostné video reportáže, např. svatby, promoce a křtiny. Ihned po listopadu 1989 se vrátil domů do Československa, kde pro australskou televizi natáčel rozhovory s představiteli veřejného života. Do Austrálie následně pozval slavného cestovatele Miroslava Zikmunda a začal natáčet seriál Australská setkání o našich krajanech. Projekt skončil, když Jiří Vrožina dne 21. 5. 1993 zemřel v německém Weilheimu během léčby rakoviny tlustého střeva.
Po jeho smrti vznikl k uctění jeho památky dvoudílný pořad Muž s kamerou (1993) z dílny Františka Mudry a Milana Švihálka. První díl tvoří dokument, který Vrožina natočil na Sahaře. Cílem jeho cesty byla vesnice domorodého kmene Dawada. Snímek zachycuje, jak domorodci zabíjejí holýma rukama jedovaté škorpiony nebo tradiční obřady vaření čaje. Vesničané se živí lovem vodních korýšů, z nichž pečou masové placky. Z místních zdrojů umějí vyrábět i primitivní tabák. Druhý díl pořadu předkládá film, který Jiří Vrožina natočil na počátku 70. let v severní Austrálii, v Arnhemské zemi, kde vědci nalezli skalní malby lidí doby kamenné. Jako kameraman sem zamířil v doprovodu domorodého průvodce. Hlavním členem výpravy byl ovšem dr. Jan Jelínek, antropolog a světově uznávaný odborník na pravěké kultury, který malby dokumentoval, měřil a fotografoval. Členové expedice tehdy našli nová naleziště, z nichž nejvýznamnější byly kresby zvířat, lidí a symbolů na skalní stěně Bala – Uru, které jsou malovány tzv. rentgenovým stylem.

## Televizní pořady
- Velká nemoc
- Sama kolem světa
- Létající doktoři
- 1963 – Negordické uzly
- 1966 – Útesy smrti Yassi Ada
- 1968 – Ostravské vteřiny
- 1968 – Naši pod Jižním křížem (1968, 1974)
- 1971 – Sám proti moři
- 1971 – Jak jsme pluli za Vikingy
- 1972 – Sám přes Atlantik
- 1974 – Hlídač rezervace
- 1974 – Zelený ostrov
- 1974 – Čekání na štěstí
- 1975 – Návrat kapitána
- 1975 – Nebezpečný svět kalorií
- 1975 – Za lidmi doby kamenné
- 1976 – Soukromý vesmír
- 1978 – Tisíciletá medicína
- 1978 – Rodičovské otazníky
- 1978 – Recept pro miliony
- 1978 – Od zmizelého diplomata k jiným vesmírům (TV cyklus)[6]
- 1979 – Geologové jdou Saharou (TV film)
- 1993 – Australská setkání
- 1993 – Muž s kamerou (archivní dokument, František Mudra a Milan Švihálek)
- 2020 – Expedice Rembaranka 1969 (archivní dokument, rež. Milan Švihálek)
- 2021 – Dopis z tábora Stockmanů (archivní dokument, rež. Milan Švihálek)